# National Space Council
Le National Space Council (« Conseil national de l'espace ») est un organe du Bureau exécutif du président des États-Unis créé en 1989 sous l'administration de George H. W. Bush, dissous en 1993, puis rétabli en juin 2017 par Donald Trump.
Il s'agit d'une version modifiée de l'ancien National Aeronautics and Space Council (« Conseil national de l'aéronautique et de l'espace ») actif entre 1958 et 1973 et établit grâce au National Aeronautics and Space Act.
Le National Space Council sert de bureau pour l'élaboration de politiques et gère un portefeuille de questions de politique civile, commerciale, de sécurité nationale et spatiale internationale. Le vice-président des États-Unis préside le conseil, composé de membres du cabinet et secondé par un groupe consultatif (astronautes, industriels, etc.).